# VJ Logan
Van Jameson Lingenfelter Logan, melhor conhecido pelo seu nome artístico de VJ Logan, é um modelo americano que é conhecido por ter vencido o reality show televisivo "America's Most Smartest Model". 
VJ Logan nasceu  em 1986, em Modesto, Califórnia.

## Biografia
Durante a primária VJ Logan sempre demonstrou ser muito atlético e inteligente.
Terminou o liceu com excelentes notas. Quando era criança, sua mãe (sua única parente) tinha múltiplos trabalhos para poder sustentar a família. VJ começou a sua carreira de modelo quando foi descoberto pela Pro Scout Search. Em 2007 ganhou o reality show televisivo America's Most Smartest Model onde recebeu 100 mil dólares e o direito a fazer uma campanha para a VO5. 
A sua namorada, Zara Codona também é modelo.

## Curiosidades
- VJ também participou no Parental Control, programa da MTV em 2007.